# Comuna Jovtneve, Vradiivka
Jovtneve (în ucraineană Жовтневе) este o comună în raionul Vradiivka, regiunea Mîkolaiiv, Ucraina, formată din satele Jovtneve (reședința) și Mala Vradiivka.

## Demografie
Componența lingvistică a comunei Jovtneve
     Ucraineană (96,29%)
     Română (3,26%)
     Alte limbi (0,45%)
Conform recensământului din 2001, majoritatea populației comunei Jovtneve era vorbitoare de ucraineană (96,29%), existând în minoritate și vorbitori de română (3,26%).